# Кухня Шаранты

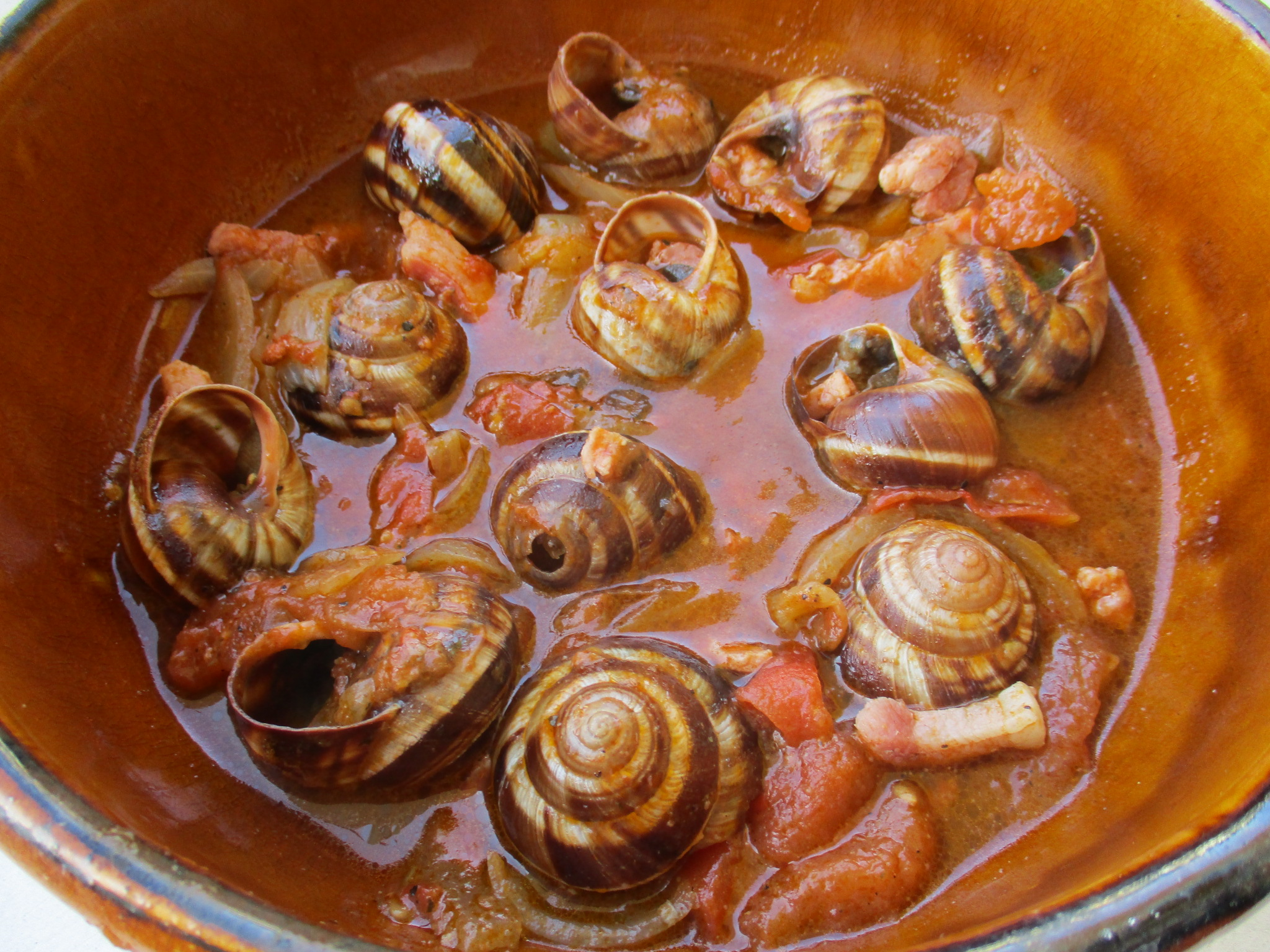
Улитки по-шарантски – знаковое блюдо Шаранты

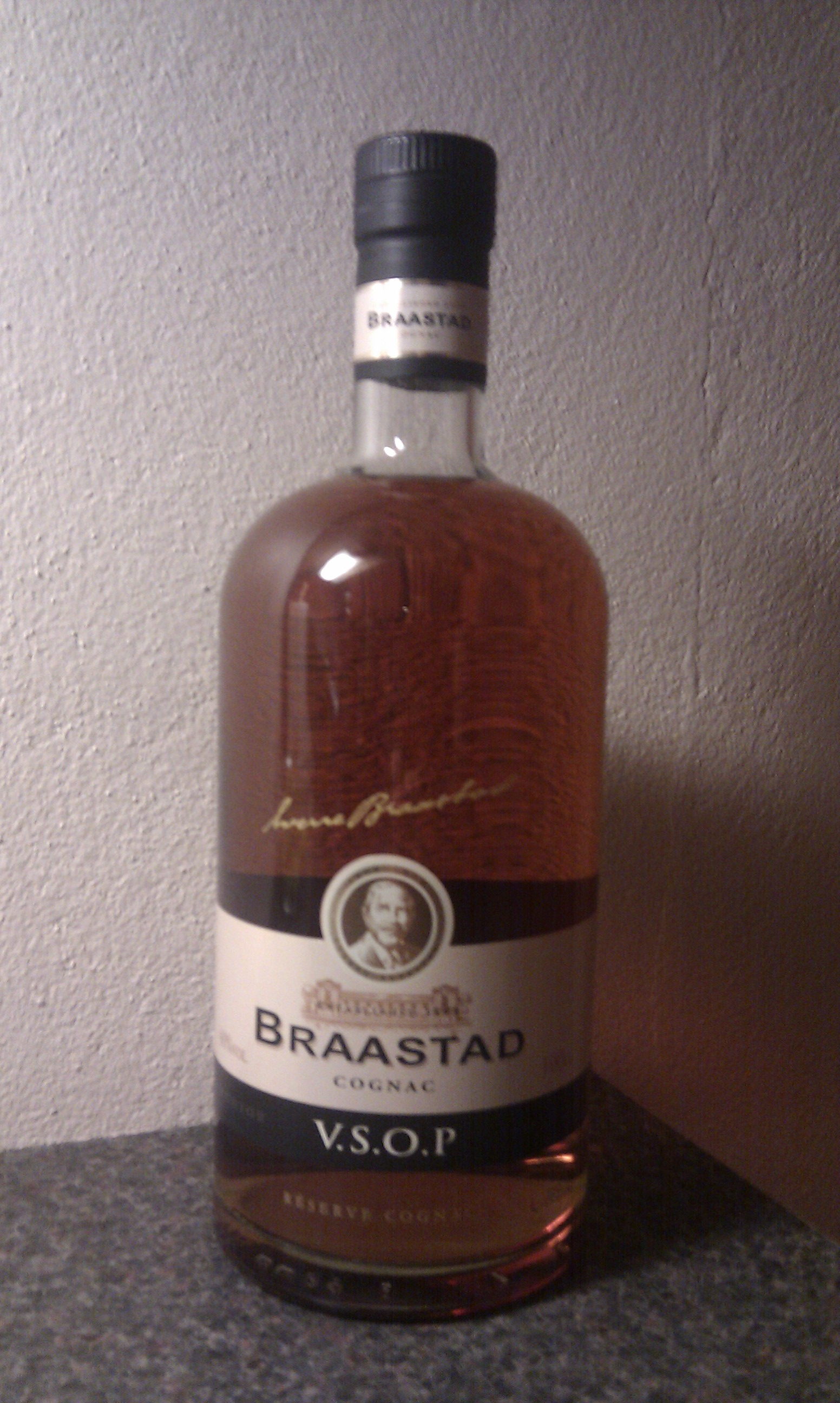
Бутылка коньяка

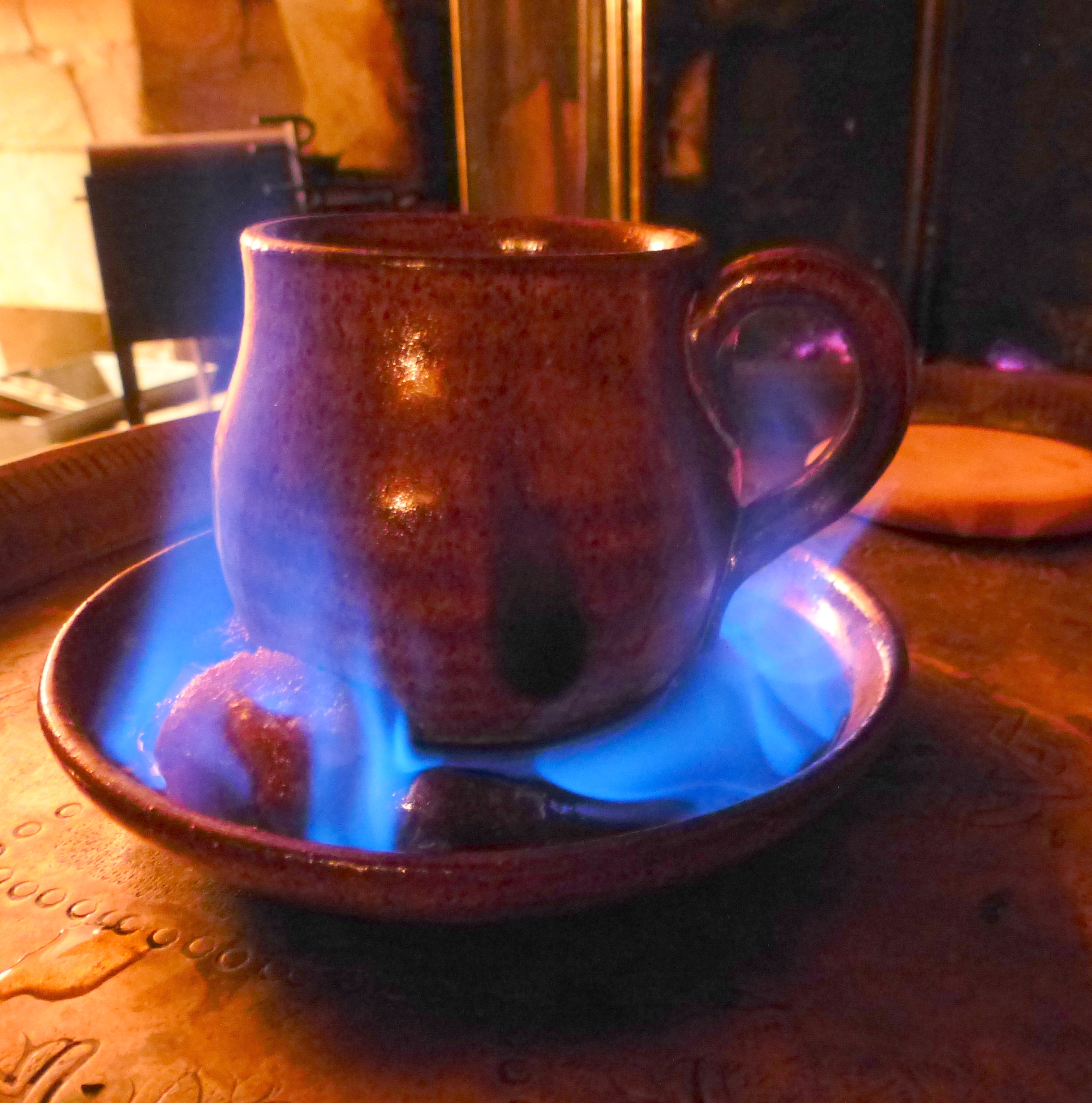
Шарантский брюло

Кухня Шаранты (Шаранта и Приморская Шаранта) соответствует гастрономическим традициям бывших провинций Ангумуа, Они, Сентонж и частично Лимузена (Шаранта-Лимузен). Она основана на богатом терруаре и морепродуктах, а также с влиянием соседних кухонь: Пуатвена, Лимузена и Гаскони. Кухня Шаранты в значительной степени опирается на свинину, которая долгое время была самым потребляемым мясом во французской сельской местности, но её символом стала улитка пети-гри, знаменитая «кагуй» (или «люма» в регионе Ла-Рошель).

## Виноделие
Шаранта, знаменитый винодельческий регион, родина коньяка и пино, а также вин Шаранты. Шарантский брюло, некогда очень популярный во время вечерних посиделок, — это кофе, фламбированный с коньяком.

## Сливочное и растительное масло
Кухня Шаранты в основном базируется на знаменитом местном сливочном масле, имеющем статус PDO (Защищенное обозначение происхождения), но также и на растительном масле: в регионе производят подсолнечное, кукурузное и рапсовое масло, а также, ореховое масло около Жонзака или Барбезьё-Сент-Илер.

## Ягненок
Ягненка из Пуату-Шаранты, которого в течение шестидесяти дней кормит овца, а затем откармливают на лугах Ониса, Барбезиля или Конфолана, готовят разными способами, самый простой из которых — запекание на гриле на виноградных лозах; его также готовят в виде бараньей ноги, украшенной чабером и кедровыми орешками, или даже в супе.

## Свинина

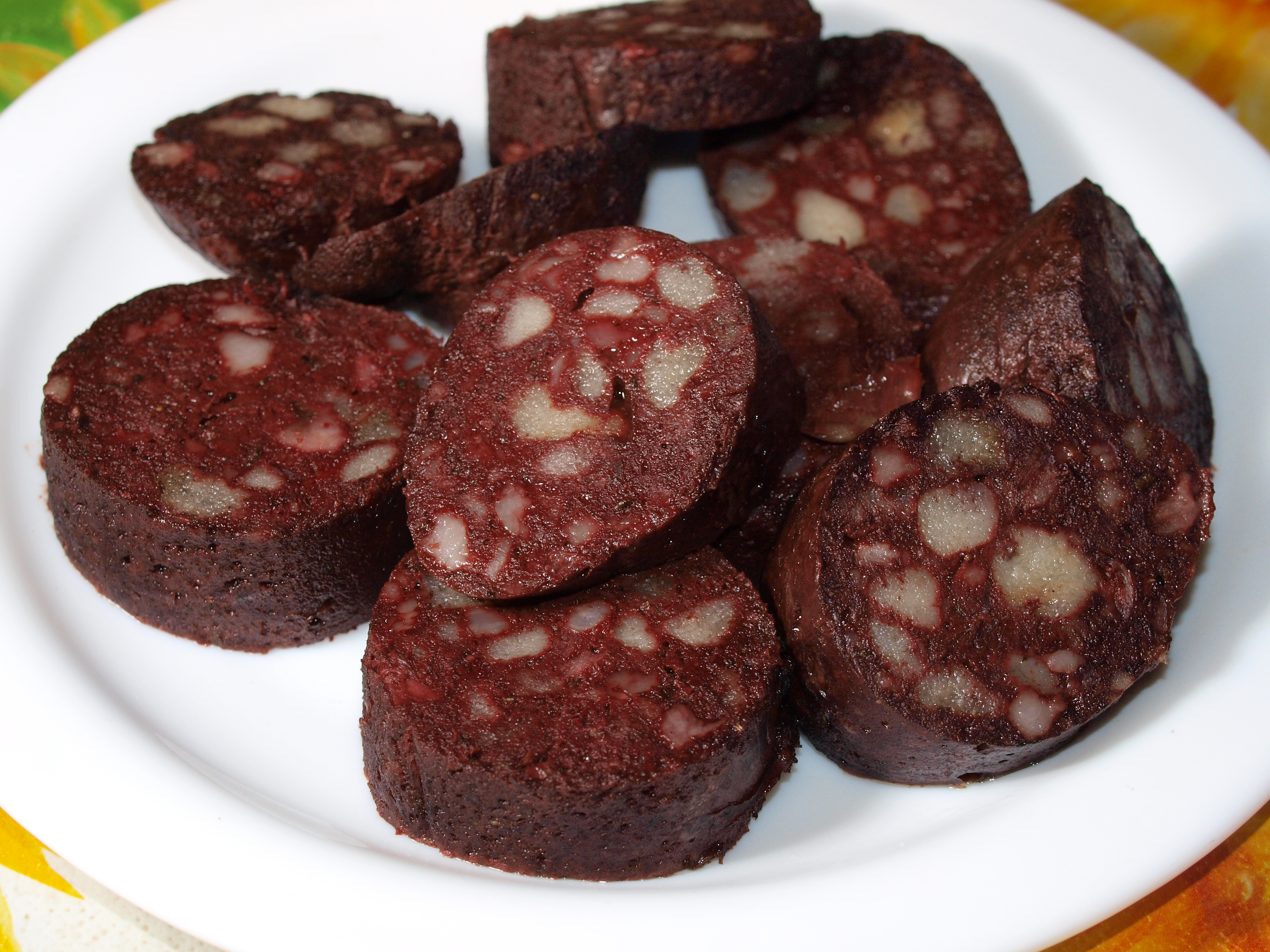
Boudin à la viande – кровяная колбаса из Шаранты

Засоленная особым образом свинина традиционно употреблялась в течение всего года, это дало начало знаменитым мясным деликатесам, включая гратон и грильон, местные вариации рийетов, приготовленных из кусочков мяса, обжаренных и законсервированных в собственном жире и приправленных чесноком, лавровым листом, перцем (иногда сладким чили) и морской солью с острова Ре. Fagot charentais — это паштет из печени и горла, обогащенный травами и коньяком. Деревенская ветчина традиционно сопровождает дыню и бокал Пино де Шарант; если она немного прогорклая, ее также используют в составе некоторых крестьянских супов, которые завершаются приготовлением «годайля» (шабро), часто с местным вином или Пино. 
Жигурит (или «тантуйе») — это рецепт, в котором используются нижние части свинины. Это своего рода рагу из красного вина с печенью, горлом, кровью и шкурой животного, которое обязано своим вкусом медленному и длительному приготовлению, а также добавлению трав: лаврового листа, шалота, перца и соли. Традиционный соус де пир (sauce de pire) – это рагу из печени, легких и сердца, обжаренных на свином жире и политых красным вином, а рати шаранте (ratis charentais) – из свиной шеи. Наконец, в регионе производят кровяную колбасу (boudin à la viande) , распространённую на юго-западе Франции.

## Улитки
Маленькая серая улитка («кагуй») — важный элемент гастрономии Шаранты, вплоть до того, что жителям Шаранты дали прозвище «кагуйяры»). Улиток, собранных ранним утром на полях, виноградниках и вдоль невысоких стен, традиционно готовят «à la charentaise», по-шарантски то есть в курбульоне, приправленном белым вином, помидорами, чесноком и панировочными сухарями. Рецепт, однако, не является строго установленным и существует множество вариаций, иногда с добавлением гусиного жира, свиной шкурки или деревенской ветчины. Улиток «au roughe» готовят в винном соусе; приготовленных «à la fin bet », их фаршируют и обжаривают. В Онисе соус «лумас» (пуатевское название улиток) смешивают с улитками, вином и колбасным фаршем. Редкая и дорогая икра улиток производится в Верхнем Сентонже и представляет собой мелкие яйца улиток, которые можно есть с деревенским хлебом.

## Птица

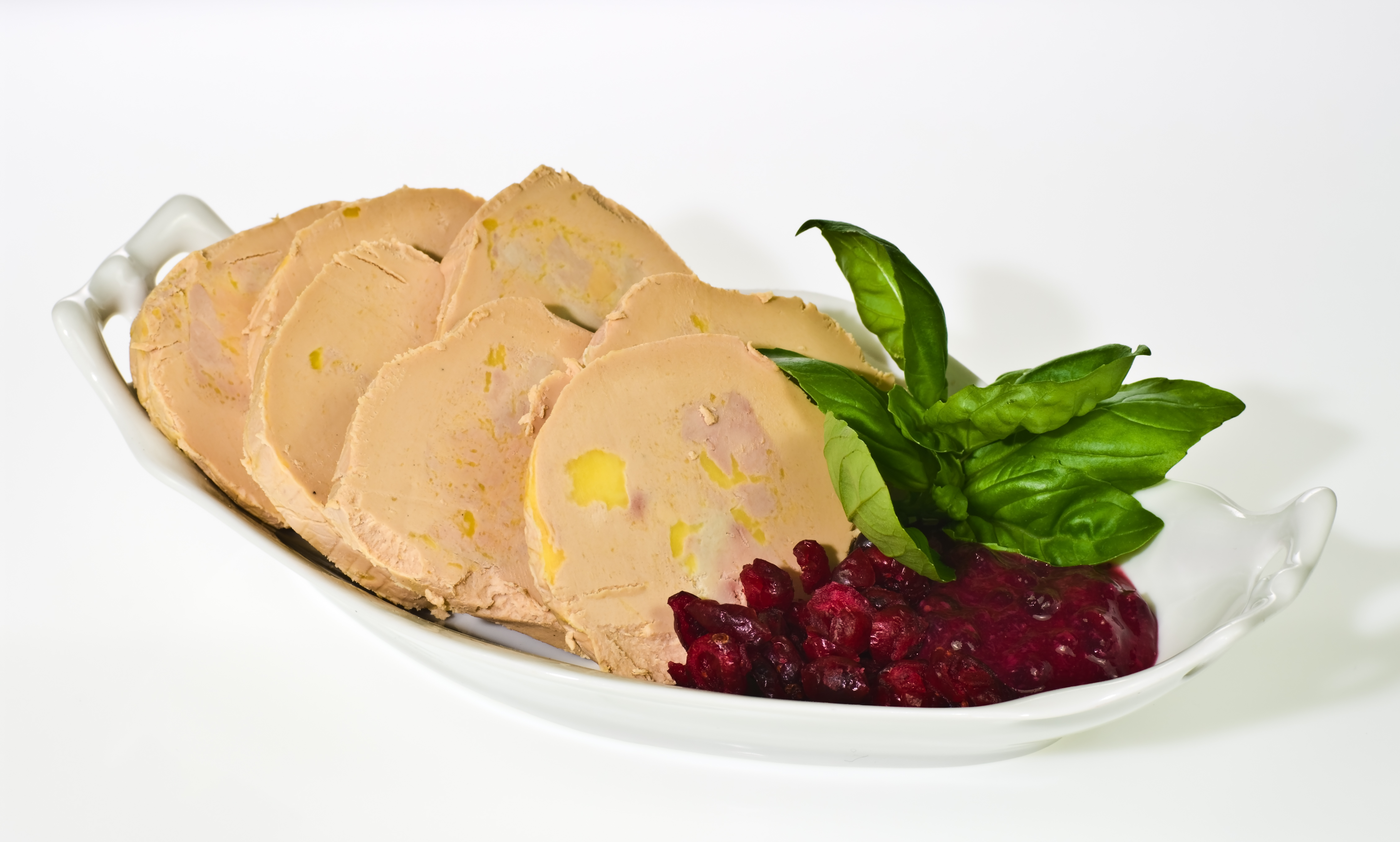
Фуа-гра распространена во многих департаментах Юго-Запада

### Утка
Птица и жирные водоплавающие птицы (в основном утки) – ещё один компонент местной кухни. Фуа-гра, традиционно ассоциируемая с небольшим городком Рюффек, традиционно готовится во многих местах, особенно в Ангумуа и Верхнем Сентонже. Конфи (утиное, иногда гусиное на севере Ангумуа) – ещё один региональный деликатес. Утиную грудку часто подают в соусе пино и крем-фреш, приправленном мелко нарезанным луком.

### Курица и каплун
Курица, наиболее известная в регионе из Барбезье и Марана, на протяжении столетий служила недорогой пищей на фермах Шаранты и использовалась для приготовления оригинальных блюд, таких как санглетт – блинчик из куриной крови и жареного мелкого лука. Барбезье также известен с XIX века своим каплуном.

## Кролик
Кролика часто готовят с пино, крем-фреш и картофелем с острова Ре.

## Говядина и телятина
Говядину используют для приготовления рагу и доба. В сентонжский доб, который раньше долго томили на углях в глиняной посуде «câline», для большей мягкости добавляют телячью ногу. Он томится в соусе из местного вина и коньяка, с добавлением свиной грудинки и букета гарни.
Телятина из Шале славится своим белым или розовым мясом, отличающимся особой нежностью. Другие региональные рецепты включают телячьи почки, фламбированные с коньяком, шампиньонами (выращенными в регионе Понс) и крем-фреш; рубец «а-л'ангумуазин», приготовленный из говядины и белого вина, тесно связан с рубцом «а-ля сентонжез», приготовленным из говядины и телятины.

## Морепродукты

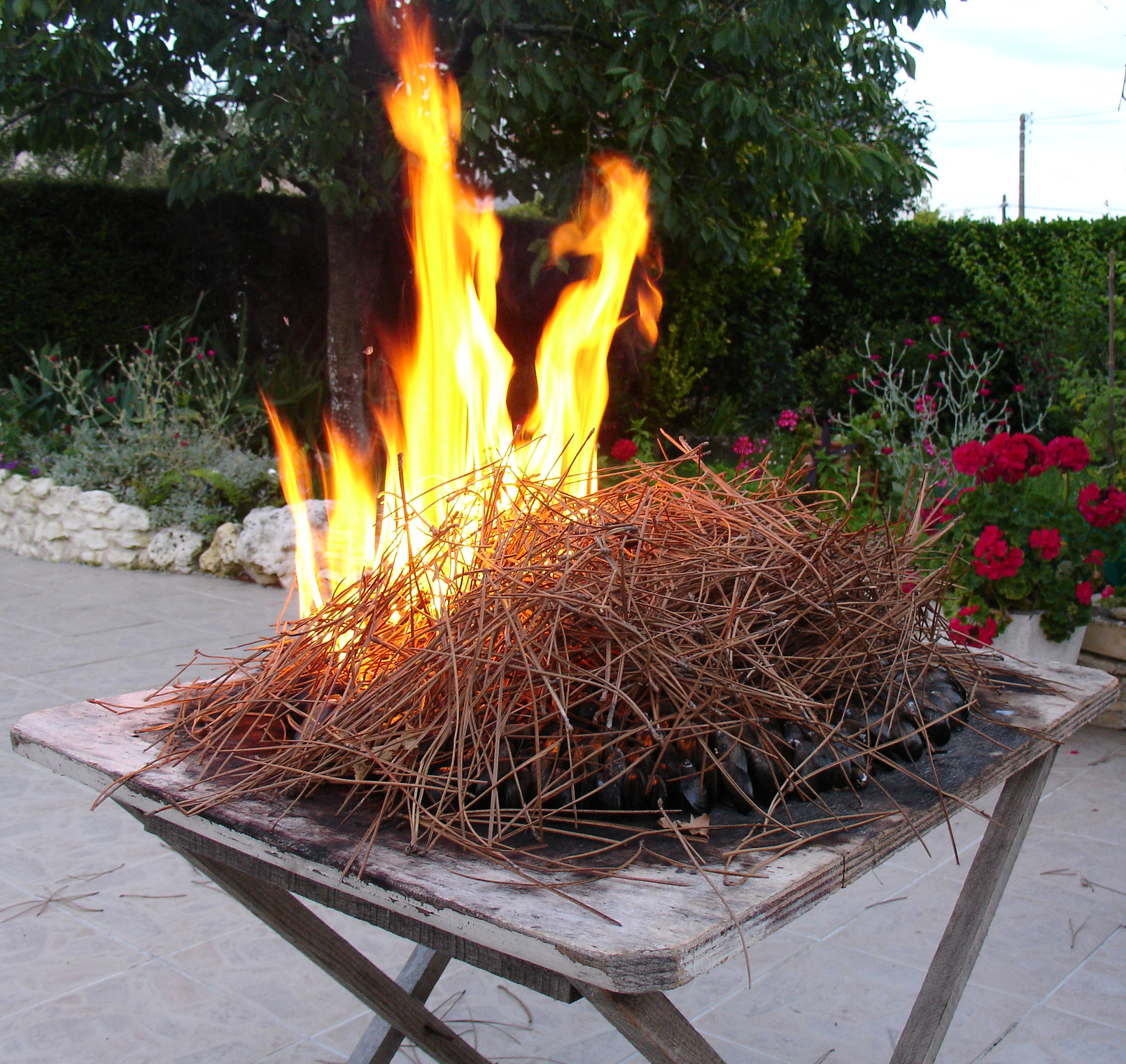
Эклад, фирменное блюдо островов Олерон и Руане, представляет собой приготовление мидий под горящими сосновыми иголками

На побережье морепродукты и рыба дали начало известным деликатесам, включая знаменитый эклад из мидий (мидии, приготовленные на огне из сосновых иголок, что придает им особый вкус) или муклад (мидии, запеченные в крем-фреш, яичных желтках и белом вине). Остров Олерон славится своим фондю «Олеронез», креветками из Ла-Котиньер и камбалой «а-ля менье». В бассейне Маренн-Олерон, который охватывает, по сути, эстуарий Сёдр, между регионом Маренн и полуостровом Арвер , производят знаменитые устрицы «фин де клер» со слегка солоноватым вкусом и характерной нежной мякотью. Их едят просто так, или с блинчиками и бокалом белого вина, или даже горячими, в гратене. Традиционно линяющих крабов едят жареными на сковороде, местные жители называют это «mouve»  в Сентонже из долины Сёдр.
Угорь, просто приготовленный на гриле, также часто готовится в мателоте или «бульятуре» на основе красного вина и коньяка, или «верме» на основе красного вина, но с добавлением мелкого лука и бекона. Руайанские сардины, вылавливаемые в море, стали реже, как и пибалес (жареный угорь), фирменное блюдо Мортань-сюр-Жиронд . Икра долгое время была фирменным блюдом Сен-Сёрен-д'Юзе, близ Руаяна, но из-за чрезмерного вылова рыбы этот вид промысла сегодня ограничен фермерскими хозяйствами.
Рыба также используется для приготовления супов, в том числе похлебки, которую раньше готовили рыбаки из непроданной рыбы, или велюте трембладэ, фирменное блюдо Ла-Трамблад, которое готовят из морского окуня и едят с соусом руй, как буйабес . Кассероны — это маленькие каракатицы, обжаренные в масле с чесноком, а raiteaux (маленькие скаты) просто жарят. Ловля камбалы, которая широко распространена, по сути является кустарным промыслом, и немногочисленная рыба, пойманная в сетях, часто используется для приготовления фрикасе. Камфара, морская водоросль с очень тонким вкусом, используется, в частности, для приготовления салатов, а также для приготовления приправ (горчица камфара).

## Овощи

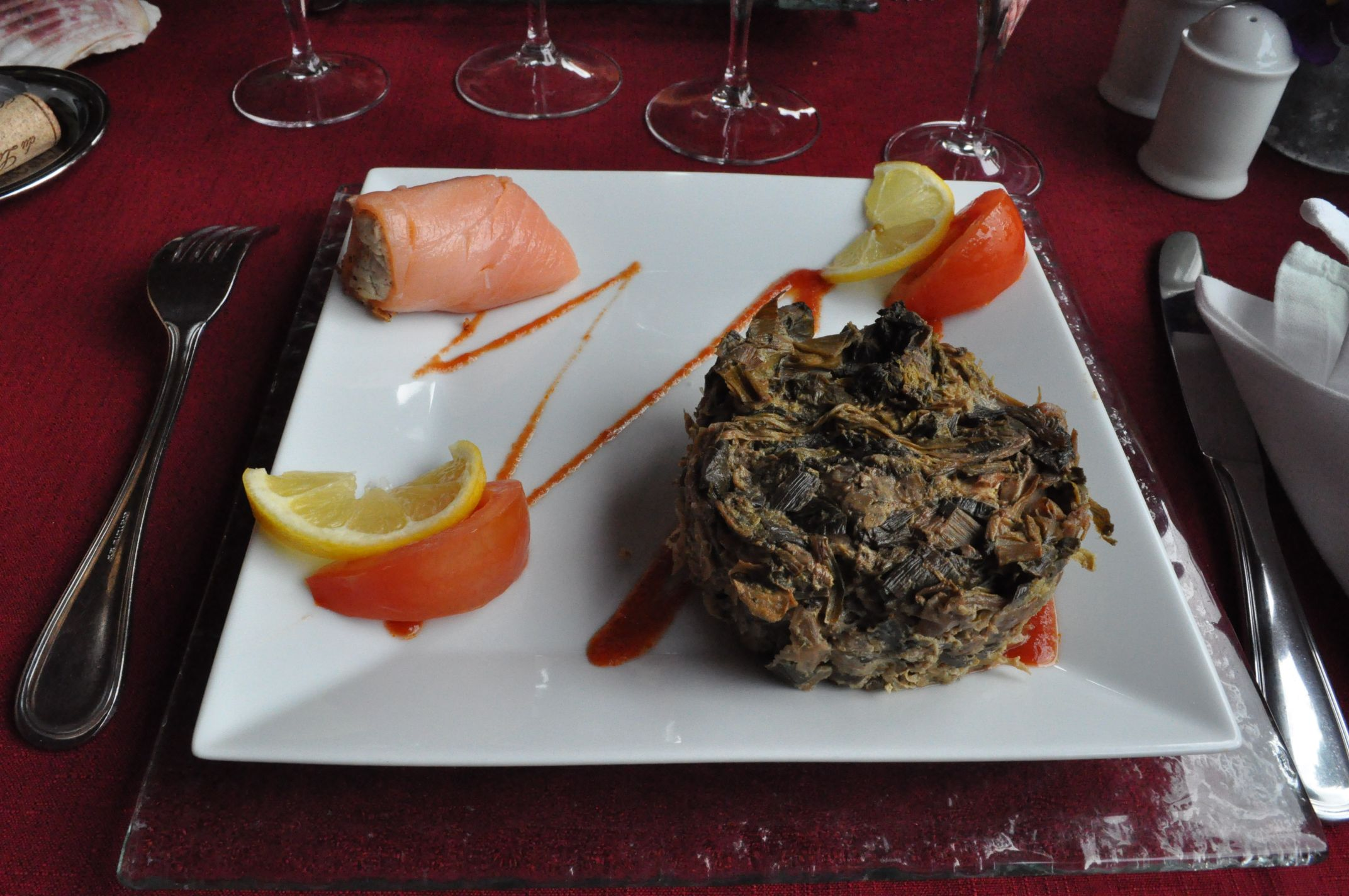
Фарси шарантес – блюдо из шпината и лука-порея наподобие паштета

Блюд на основе трав и овощей также множество. Возможно, самым известным является farci charentais, близкий родственник farci poitevin, который состоит из паштета из шпината, лука-порея, лука, петрушки и кервеля, иногда украшенного небольшим количеством свинины, запеченной в блюде для гратена. Mojhettes или белая фасоль являются фирменным блюдом Пон-л'Аббе-д'Арну. Приготовленная на утином жире, она служит гарниром к свинине или баранине; ее также можно использовать в качестве основы для супа. Embeurrée de choux - это капуста, тушенная в полусоленом масле с беконом. Грибы в изобилии появляются в подлеске с наступлением осени, особенно белые грибы, гриб-зонтик пёстрый или рыжики. Их готовят просто с измельченным чесноком и травами. Дыню, выращенную на солнечных склонах холмов, подают в качестве закуски с ветчиной, с пино или просто как самостоятельное блюдо в конце еды.

## Сыры
В Шаранте производят множество сыров из козьего, овечьего и коровьего молока. Жонше д'Олерон (и Оннис) — свежий сыр из овечьего молока, очень мягкий. Он похож на кайбот, его часто едят подслащенным или с добавлением крем-фреш, а также коньяка или пино де Шарант. Трикорн де Маран, который можно есть свежим или выдержанным, производится из овечьего или козьего молока; топинетт, фирменный продукт из области Рулле-Сент-Эстеф, — козий сыр, формованный половником и посыпанный золой; Моттен шарантес, который раньше производили недалеко от Сюржера, — сливочный сыр из коровьего молока.

## Кондитерские изделия

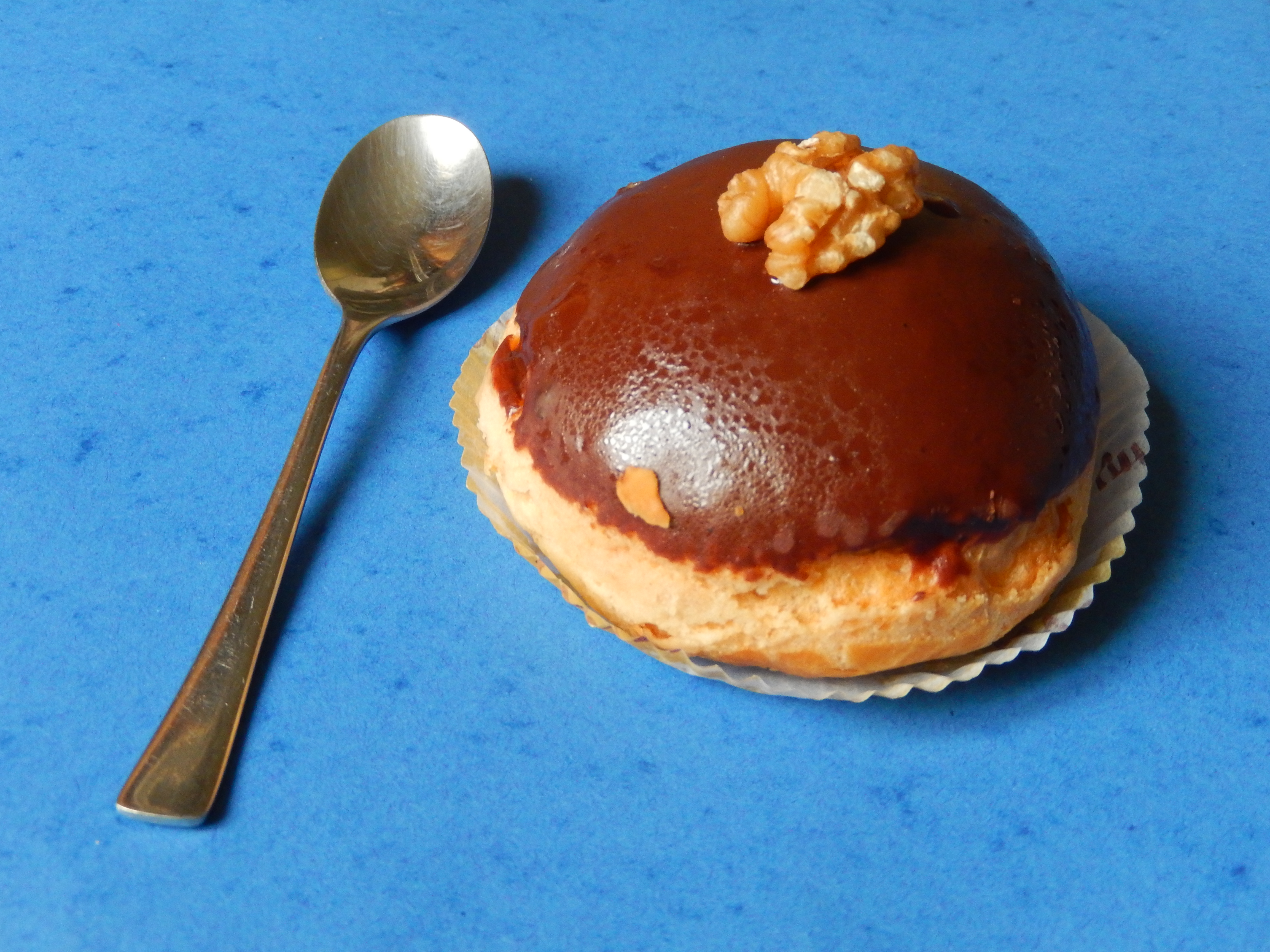
«Шарантский орех»

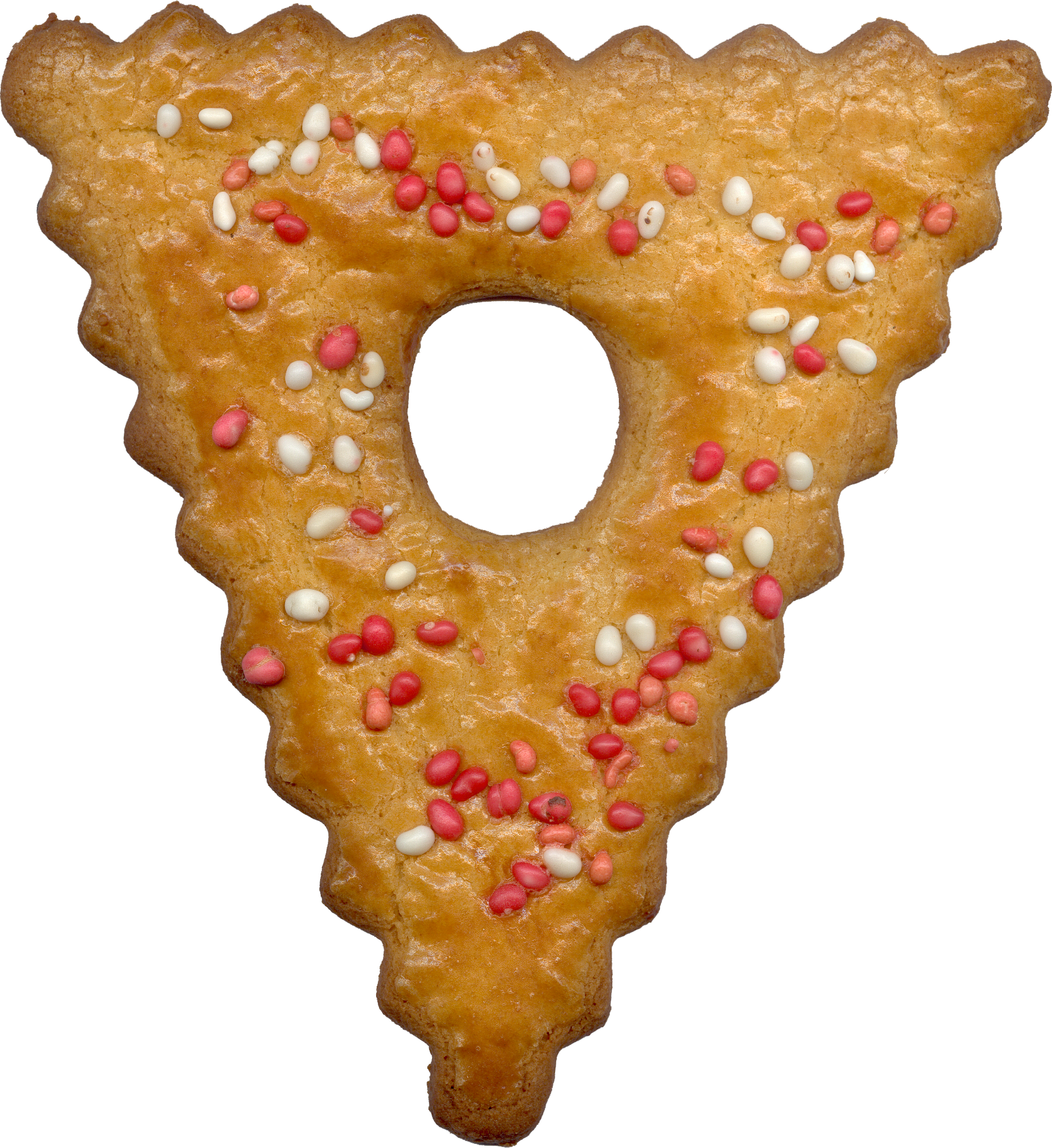
Шарантский корнуэль

Среди местных десертов выделяется шарантский пирог (la galette charentaise), приготовленный из свежих яиц и масла, иногда с засахаренным дудником. Он отличается от шарантского гато, который более мягкий и приправлен коньяком.
Дузан (douzane), пине (pine) и корнуэль (cornuelle) — это небольшая выпечка, печенье, которые традиционно готовятся на Пасху.
Мильяс (millas) — это пирог из кукурузной муки; он похож на крушад, жареный кукурузный пирог, который подают с сахаром или джемом, например, виноградным. Эти два фирменных блюда распространены во многих районах юго-запада Франции. 
Нуа шарантес («Шарантский орех») — это разновидность изделия из заварного теста с начинкой из крема муслин, традиционно приправленного ореховым пралине. Заварное тесто покрыто темным шоколадом и украшено ядром грецкого ореха.
Мервей и боттеро — это местные пончики, которые часто готовятся во время карнавала.